# RTL (Ungaria)
RTL Klub este o televiziune privată generalistă maghiară care face parte din compania media RTL Group.

## Istoria canalului
De la început, RTL Klub s-a concentrat pentru a câștiga telespectatori din populația urbană. Canalul difuzează programe în principal pentru un public mai tânăr (18-49). 
RTL Klub s-a rebranduit din nou la începutul lunii septembrie 1999. Ident-urile constă din două elemente (foc și apă), motivul ochilor fiind introdus pentru prima dată. 
Pe 17 decembrie 2001, RTL Klub a adaptat o altă identitate nouă, concepută de Dogfish și se concentrează pe oameni care apoi le apropie ochi.
RTL Klub și TV2 au difuzat simultan două seriale de realitate majore similare. În timp ce TV2 a cumpărat drepturile lui Big Brother, RTL Klub a produs propriul serial numit Való Világ (Lumea Reală). Való Világ a avut trei sezoane între 2002 și 2004. De la al doilea sezon, spectacolul a avut mult mai mult succes decât rivalul Big Brother.
Înainte ca aceste identuri să fie introduse, trei teasere cu Naná (mascota care apărea pe majoritatea ident-urilor în sine, de obicei plimbându-se și închisă într-un cerc roșu închis) au fost difuzate în timpul blocurilor comerciale de la sfârșitul lunii martie 2003 până în momentul în care aceste ident-uri aveau să fie introduse în cele din urmă pe 19 aprilie în acel an. Aceste identități prezentau uneori scurte animații 2D și 3D care implică însăși Naná. Acesta a fost ultimul pachet de identitate cu bug-ul „colorat” pe ecran, următorul pachet a fost schimbat în gri transparent.
RTL Klub a fost singurul radiodifuzor licențiat de Formula 1 din Ungaria din 2002 până în 2011. După 10 ani, RTL a decis să nu reînnoiască licența pentru Formula 1. Motivul a fost că doreau să se concentreze în principal pentru programele prime time din cauza reclamei în scădere. piață.
RTL Klub și-a schimbat din nou pachetul grafic, la ora 19:00 CET din 24 decembrie 2005, imediat după încheierea RTL Híradó în acea zi. Pentru prima dată în istoria sa, logo-ul a încetat să mai fie colorat, deoarece a devenit gri deschis.
RTL Klub a introdus un nou pachet grafic pe 1 iunie 2008 la 16:30 CET, chiar înainte de o pauză publicitară în timpul difuzării simultane a unei curse de cai. Pachetul include caracterul FF DIN Condensed. (Principalul său competitor TV2 a folosit versiunea necondensată a FF DIN din 2008 până în 2020).Identurile au fost concepute de echipa canalului de televiziune argentinian Punga TV. Au fost formate din blocuri de beton care zboară pe ecran, pe fundalul reperelor maghiare sau al peisajului rural maghiar, până când în cele din urmă au format literele RTL (cu KLUB într-un font mult mai mic dedesubt). În prima zi, eroarea de pe ecran 2005-2008 a fost reținută, dar a fost schimbată cu una mai ușoară, dar a doua zi, noile „animații” apărând și dispărând.
Pentru a sărbători cea de-a 20-a aniversare, RTL Klub și-a schimbat brandul pentru prima dată în nouă ani, pe 2 octombrie 2017, la ora 04:00 CET. Aceasta a fost o revizuire majoră pentru canal, deoarece vechiul său pachet grafic, care era dominat de culorile gri și fluorescente, a fost înlocuit cu un pachet de grafică multicoloră vibrant. Aceasta a fost considerată ultima imagine sub numele RTL Klub.
Acesta a confirmat pe 2 septembrie 2022 că toate canalele RTL își vor schimba numele, în timp ce RTL Klub va fi redenumit pur și simplu RTL pe 22 octombrie 2022, cu ocazia celei de-a 25-a aniversări a canalului.
Canalul și-a schimbat numele și identitatea pe 22 octombrie 2022 la ora 20:40 CEST în timpul emisiunii TV X-Factor. Logo-ul și identitatea sa se bazează pe omologul său german.

## Critici și controverse

### Programe și conținut
Fiind un canal comercial, RTL Klub difuzează un număr important de emisiuni de tip populist și tabloid și, în special, o proporție ridicată de emisiuni de televiziune light entertainment și reality. Drept urmare, multe dintre conținuturile sale au fost criticate de unele cercuri media. În 2018, Tribunalul din Ungaria și autoritățile de reglementare a mass-media NMHH au impus o amendă de până la 143 milioane HUF (440.000 EUR) din cauza conținutului neadecvat afișat în cel de-al patrulea sezon al popularului show Való Világ, difuzat în 2010, revenind după o pauză de șase ani. Un astfel de conținut neadecvat includea imagini grafice care nu respectau ratingul atribuit emisiunii, precum și plasarea nedezvăluită a produselor.
Multe dintre serialele sale de ficțiune au primit și critici, atât politice, cât și morale. Serialul popular de comedie-dramă A mi kis falunk (A Little Village), a primit evaluări mari în cele patru sezoane ale sale; cu toate acestea, a fost puternic criticat de mulți telespectatori și critici din cauza poveștilor sale, care reflectă stereotipurile de viață ale multor sate rurale și populare maghiare. De asemenea, a primit condamnări din partea naționaliștilor de dreapta și de extremă-dreapta pentru presupuse comportamente greșite; de exemplu, europarlamentarul Krisztina Morvai s-a plâns deschis de spectacol când, în vara lui 2011, când era în vacanță, emisiunea a înregistrat porțiuni dintr-o poveste din Munții Pilis, pe care membrii guvernului de extremă-dreapta și simpatizanții au ajuns să o numească. un loc miracol în care „inima Pământului bate”, după cum a spus Kata Jurák, redactorul ziarului pro-guvernamental Magyar Idők.
Conținutul său informațional a primit, de asemenea, critici dure. Emisiunile sale de știri au subliniat poveștile despre crime și interesul uman, reportaje senzaționale, un format mai rapid, utilizarea intensă a graficelor și imaginilor și acoperirea la fața locului. Revista sa de știri, Fokusz, a primit, de asemenea, critici, din cauza amestecului său de povești care se rotesc în jurul unor probleme controversate și știri din divertisment. Cu toate acestea, după 2014, conținutul informațional al postului, inclusiv principalele sale știri de seară, a inclus știri mai politice și serioase, îmbunătățindu-și reputația față de criticii media și câștigând credibilitate în rândul telespectatorilor.
RTL Klub a fost critic la adresa guvernului Fidesz-KDNP de când a depus jurământul la putere în 2010. Este unul dintre puținele posturi de televiziune care îl critică, inclusiv concurenții ATV și N1 TV. Postul a început să aibă un impas serios cu guvernul în 2014, când o astfel de coaliție a anunțat propunerea unei taxe de publicitate de până la 50% din veniturile din publicitate ale oricărui post de televiziune comercial din Ungaria. Mulți oponenți politici au denunțat că o astfel de lege era vizată direct posturilor RTL și, în special, RTL Klub. Postul a reacționat incluzând, în știrile sale principale, mai multe povești politice, adesea foarte critice la adresa lui Viktor Orbán și a coaliției de dreapta. RTL Group a amenințat chiar că va da în judecată guvernul în fața Curții Internaționale de Justiție.
Acest lucru a condus la o retorică amenințătoare tot mai mare între ambele părți, până când o astfel de dispută a fost soluționată la începutul lui 2015, când guvernul și-a atenuat retorica și a anulat controversata propunere fiscală, în principal din cauza presiunilor din partea politicienilor și oficialilor guvernamentali din Uniunea Europeană, germană și luxemburgheză. Acest lucru a dus la demiterea directorului general al grupului, Dirk Gerkens, care a fost în cele din urmă rupt de cel mai mare competitor al său (și post pro-guvernamental) TV2. Pentru a proteja independența postului față de guvernul Orbán, RTL Group a mutat licențele posturilor sale maghiare de televiziune cu plată către organul de control al presei din Luxemburg, la fel ca majoritatea întreprinderilor sale surori TV europene. RTL Klub este încă difuzat sub o licență de la consiliul media NMHH.
Deși postul este încă critic la adresa coaliției Fidesz-KDNP, de atunci și-a atenuat retorica agresivă, dar, în același timp, și-a întărit programarea informațională, adăugând mai multe emisiuni analitice și de dezbatere, inclusiv emisiunea de dezbateri Magyarul. Balóval (Ungaria lui Baló), găzduită de fostul analist politic MTV și lector universitar György Baló, care a debutat în februarie 2015 și a fost difuzat timp de patru ani până la sfârșitul brusc la începutul lui 2019, într-o decizie amiabilă legată de nevoia lui György de a urma un tratament medical pentru pancreas. cancer, la care avea să cedeze în martie. Spectacolul a fost, de asemenea, acuzat că este nefavorabil față de Orbán și guvernul său, dar a fost lăudat pentru că a invitat o diversitate de reprezentanți ai partidelor politice din Adunarea Națională. Difuzarea sa zilnică de știri a primit, de asemenea, mai multe laude și evaluări mai mari datorită raportării sale bazate pe fapte, dar critice cu privire la acțiunile guvernamentale, alături de echilibrarea concentrației de conținut a știrilor postului, adesea deformată de tabloid și infotainment, ca un design on-air îmbunătățit. Postul a făcut, de asemenea, câteva titluri internaționale atunci când un interviu acordat de Financial Times investitorului miliardar maghiar-american George Soros, care a fost acuzat în mod fals de corupție și antisemitism de guvernul de coaliție, a fost tradus și o parte din acesta a fost difuzat într-o ediție a emisiunii. știrile principale de seară din noiembrie 2017.